# Hymenophyllum trifoliatum
Hymenophyllum trifoliatum là một loài thực vật có mạch trong họ Hymenophyllaceae. Loài này được (L.) Proctor & Lourteig miêu tả khoa học đầu tiên năm 1990.